# Маунтен-Гауз (Каліфорнія)
Маунтен-Гауз (англ. Mountain House) — переписна місцевість (CDP) в США, в окрузі Сан-Хоакін штату Каліфорнія. Населення — 24 499 осіб (2020).

## Географія
Маунтен-Гауз розташований за координатами 37°46′26″ пн. ш. 121°32′43″ зх. д. / 37.77389° пн. ш. 121.54528° зх. д. (37.774018, -121.545262).  За даними Бюро перепису населення США в 2010 році переписна місцевість мала площу 8,27 км², уся площа — суходіл.

## Демографія
Згідно з переписом 2010 року, у переписній місцевості мешкало 9675 осіб у 2807 домогосподарствах у складі 2363 родин. Густота населення становила 1170 осіб/км².  Було 3237 помешкань (392/км²).
Расовий склад населення:
| - 39,6 % — азіатів - 35,8 % — білих - 9,3 % — чорних або афроамериканців - 0,7 % — вихідців з тихоокеанських островів - 0,5 % — корінних американців - 6,9 % — осіб інших рас |

До двох чи більше рас належало 7,2 %. Частка іспаномовних становила 16,9 % від усіх жителів.
За віковим діапазоном населення розподілялося таким чином: 34,6 % — особи молодші 18 років, 61,6 % — особи у віці 18—64 років, 3,8 % — особи у віці 65 років та старші. Медіана віку мешканця становила 31,4 року. На 100 осіб жіночої статі у переписній місцевості припадало 98,9 чоловіків;  на 100 жінок у віці від 18 років та старших — 94,2 чоловіків також старших 18 років.
Середній дохід на одне домашнє господарство  становив 105 635 доларів США (медіана — 106 976), а середній дохід на одну сім'ю — 111 649 доларів (медіана — 109 312). Медіана доходів становила 82 020 доларів для чоловіків та 56 875 доларів для жінок. За межею бідності перебувало 5,8 % осіб, у тому числі 5,3 % дітей у віці до 18 років та 5,2 % осіб у віці 65 років та старших.
Цивільне працевлаштоване населення становило 4790 осіб. Основні галузі зайнятості: науковці, спеціалісти, менеджери — 18,4 %, роздрібна торгівля — 16,9 %, освіта, охорона здоров'я та соціальна допомога — 13,7 %.